# Nordalbingie
Nordalbingie (německy Nordalbingien) neboli Severní Albingie (doslova Severní Zálabí) byl jedním ze čtyř administrativních regionů středověkého Saského vévodství. Tři další oblasti byly Engern, Ostfálsko a Vestfálsko. 
Jméno regionu je odvozeno od Alba, tj. latinského jména řeky Labe.

## Geografie
Region se nalézal převážně na severní straně Labe a shoduje se s územím dnešního západního Holštýnska. Do 11. století to byla nejvýchodnější část Saského vévodství, sousedící s územím Polabských Slovanů. Nordalbingie se členila na čtyři oblasti nazývané podle saských kmenů, které je obývaly. Na severní straně od Labe to byly Holsatsko, Sturmarsko a Ditmarsko, na jižní straně od Labe pak Hadelnsko.

## Historie

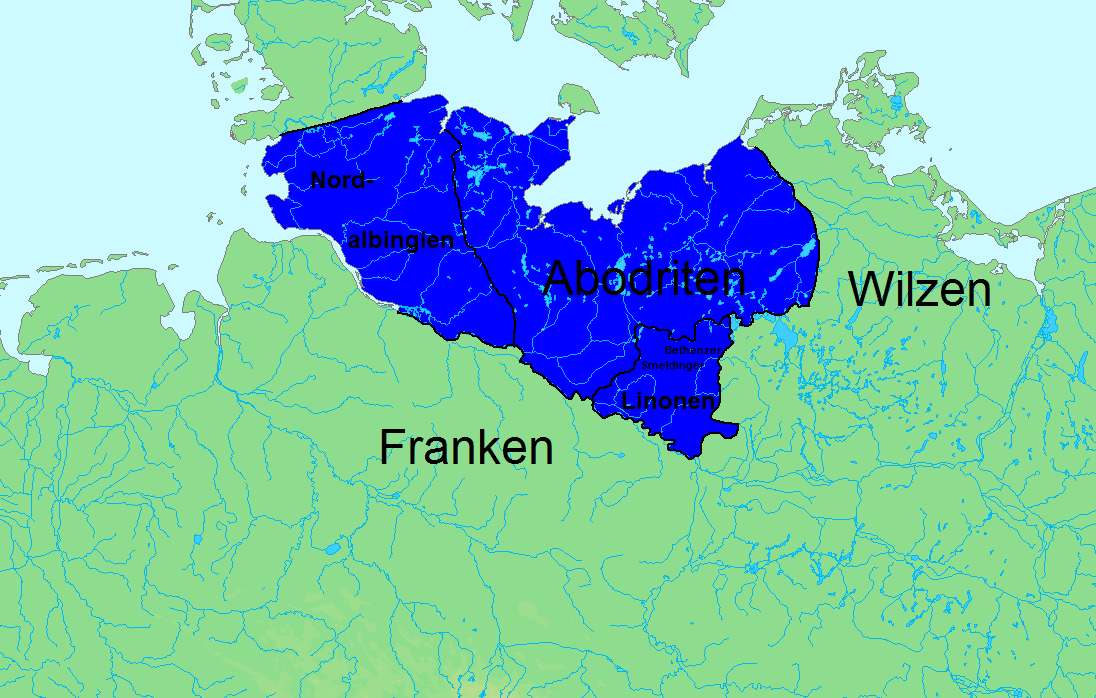
Obodritský svaz rozšířený o území Nordalbingie

V 8. století Karel Veliký vedl boje s tehdy pohanskými kmeny Sasů. Na území celého Saska začala postupná christianizace. Roku 804 se Nordalbingie stala součástí Karlovy říše a ten ji dal do správy obodritskému knížeti Dražkovi, jeho spojenci v bojích se Sasy. Koncem 11. století se Nordalbindie dostala pod částečnou nadvládu obodritského knížete Kruta a Holsaté, Sturmaři a Ditmaři mu byli povinováni placením tributu.
Podle některých zdrojů, Karel Veliký zamýšlel zřídit nordalbingské biskupství, které by vedl kněz Heridag. Po Heridagově smrti však od toho úmyslu upustil a nordalbingský region se stal součástí diecéze brémské. Za vlády Ludvíka Pobožného pak byl součástí diecéze verdenské.